# Bandera de Calgary
La bandera de Calgary (Alberta) fue dibujada por Gwin Glarke e Yvonne Fritz en el marco de un concurso organizado con ocasión del centenario de la ciudad. Fue adoptada oficialmente en 1983.
La bandera contiene un stetson (sombrero de cowboy) y una letra "C" blanca sobre fondo rojo. El stetson está situado dentro de la letra "C", representando a los habitantes de la ciudad. En las partes superior e inferior de la bandera se ubican dos finas bandas blancas.
Los colores rojo y blanco, colores oficiales de la ciudad, recuerdan los colores del uniforme tradicional de la Real Policía Montada de Canadá, y simbolizan el espíritu de hospitalidad y el desarrollo de la ciudad.